# Hilding Ångström
Hilding Knutsson Ångström, född 31 mars 1890 i Stockholm, död 28 augusti 1979 i Sigtuna, var en svensk civilingenjör och uppfinnare. Han var son till fysikern Knut Ångström, gift med översättaren Margareta Ångström och far till regissören Anders Ångström.
Efter studentexamen i Uppsala 1909 utexaminerades Ångström från Kungliga Tekniska högskolan 1913. Han blev reservofficer 1916 och var kapten i Signalregementets reserv. Han var mariningenjörselev 1908, praktiserade vid Hagfors lokreparationsverkstad 1909, var ritare och konstruktör vid Siemens-Schuckert i Berlin 1911–1912, praktiserade vid Porjus kraftverksbygge 1911, var konstruktör, offertingenjör och provningsingenjör vid ASEA 1914–1918, konsulterande ingenjör vid Elektriska prövningsanstalten i Stockholm 1918, driftsingenjör vid Malmö stads spårvägar (där han tjänstgjorde under Einar Hultman) 1919–1925, anställd vid General Electric i Erie, USA, 1920–1921, verkställande direktör och ingenjör vid Upsala Spårvägs AB 1925–1943 samt verkställande direktör och trafikchef vid Spårvägs AB Upsala-Mälaren 1926–1930. 
Ångström var styrelseledamot i Upsala Spårvägs AB 1925–1939, Spårvägs AB Upsala-Mälaren 1926–1930, Svenska Spårvägs-, Buss- och Förortsbaneföreningen 1928–1943 och medlem av Elektriska standardiseringskommittén för elektriska banmotorer.. Han uppfann en apparat som ska se till att radiostörningar tas bort. Han gjorde även ett 30-tal andra uppfinningar.